# Уніон (компанія)

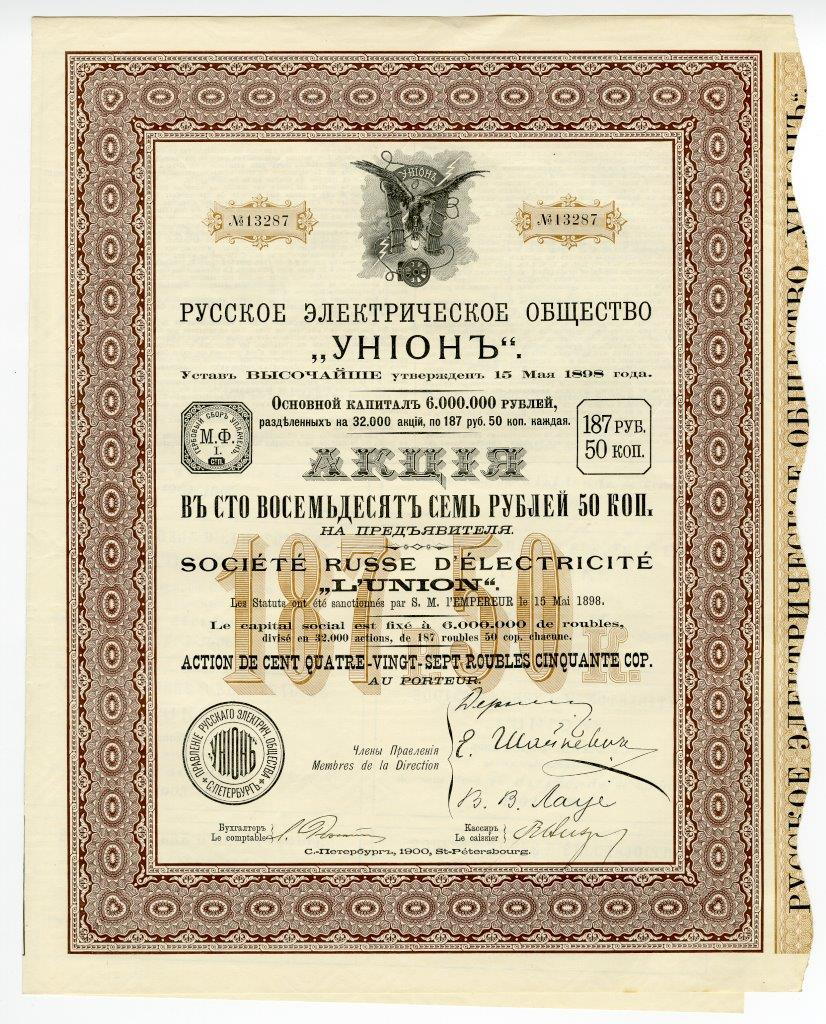
Акція 187,5 руб. на пред'явника Російського електричного товариства "Уніон" з основним капіталом в 6 млн руб. С.-Петербург, 1900

Російське електричне товариство "Уніон" — російська компанія. Штаб-квартира компанії перебувала у Санкт-Петербурзі.
Головне управління та заводи — у Ризі, технічні бюро — у Санкт-Петербурзі, Москві, Варшаві, Києві, Одесі, Харкові, Єкатеринбурзі, Пермі та Владивостоці. Ризький завод став попередником знаменитого ВЕФу.

## Історія
Засноване у 1898 за участю бельгійського капіталу, у 1898-1904 володіло існуючим із 1888 в Ризі підприємством з виробництва електротехнічного обладнання, що спочатку мало назву «Російсько-Балтійський електротехнічний завод».
Підприємство займалося виготовленням та монтажем електроустаткування для військово-морських суден, випускало динамо-машини, агрегати для електричних трамваїв, електричні лічильники тощо.
У 1899 ризький архітектор Генріх Шель створив проект і збудував головну будівлю електротехнічної фабрики «Уніон». Фігуру Громовержця для фасаду виконав відомий ризький скульптор Август Фольц. Заводські корпуси, звернені до вулиці Уніяс, за проектом Петера Беренса збудував у 1913 архітектор Фрідріх Шеффель.
У 1904 завод опинився у власності концерну «AEG», а роком пізніше став складовою його філії - російського товариства «Загальної компанії електрики». 
У липні 1915 у ході I світової війни з початком наступу німців і наближенням лінії фронту до Риги з міста вглиб Росії почали евакуювати промислові підприємства. Основна частина обладнання та персоналу заводу колишнього Російського електричного товариства «Уніон» опинилась у Харкові.
20 листопада 1916 відбулося урочисте відкриття нового заводу «Загальна компанія електрики», що з 20 грудня 1917 отримав назву «Електросила № 1».
Наприкінці 1920-х у цехах колишнього «Уніону» у Ризі розмістився «VEF» — найвідоміше латвійське підприємство у XX столітті.

## Проекти
Одним із здійснених товариством «Уніон» проектів було будівництво за договором зі Смоленською міською Думою електричної станції для освітлення та електричної залізниці (так на той час іменувався трамвай) — першою в цьому губернському місті. Договір також передбачав встановлення кількох електричних ліхтарів на вулицях міста. Роботи було здійснено з березня 1898 по серпень 1901.
За цей період у Смоленську збудовано дві ділянки трамвайних колій завдовжки 6 верст (6,4 км). Обладнання зведеної електростанції складалося з двох парових машин потужністю 190 та 260 к. с., а також двох генераторів постійного струму 460 та 700 вольт. 
У 1901-1902 велося листування про влаштування трамвайних ліній у Харкові; про будівництво електростанції у Вітебську; в 1903 - про влаштування електричного трамвая в Санкт-Петербурзі; в 1902-1907 - про влаштування трамвайної лінії Петербург - Оранієнбаум і т.д. Товариством розроблено проект гідростанції «Ківініємі» (Фінляндія).